# Partizanenster

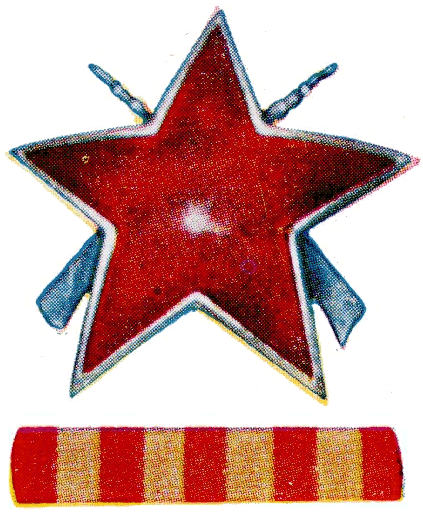
Partizanenster

De Partizanenster (Servo-Kroatisch: odlik-red-partizanske) is een in 1945 ingestelde Joegoslavische onderscheiding. De partizanen wisten op eigen kracht het voor het Duitse en Italiaanse troepen moeilijk toegankelijke en bergachtige land te bevrijden.
Een van de partizanenleiders Josip Boz, bekend geworden als maarschalk Tito kreeg in 1945 de "Partizanenster met Gouden Lauwerkrans" toegekend. Zie de Lijst van ridderorden en onderscheidingen van maarschalk Tito.
Het versiersel is een goudgerande rode ster met vijf punten. In het geval van Tito is de ster op een gouden lauwerkrans gelegd. Er is geen lint en het versiersel wordt als een broche op de borst gepind.